# Guillaume de Challant
Guillaume IV. de Challant (* um 1350; † 20. Mai 1431) war von 1406 bis 1431 Bischof von Lausanne.

## Leben
Guillaume entstammt dem im Aostatal begüterten Adelsgeschlecht der Herren von Challant. Er war der Sohn von Aymon de Challant und Catherine Provana de Leini, der Kardinal und Erzbischof von Tarentaise Antoine de Challant war sein Bruder. Er trat dem Benediktinerorden bei und war Abt der Klöster San Michele della Chiusa und San Giusto in Susa. Guillaume war 1404 Kanzler von Herzog Amadeus VIII. von Savoyen und wurde 1406 von Benedikt XIII. zum Bischof von Lausanne geweiht. Er nahm an den Konzilien von Perpignan und Konstanz teil. Guillaume ordnete 1416/17 eine Visitation seiner Diözese an, gründete 1419 die Maîtrise des Innocents, eine Ausbildungsstätte für Priester und ließ den bischöflichen Palast Sainte-Marie fertigstellen. Den Bürgern von Lausanne erlaubte er das Führen eines Gemeindesiegels und die Gründung einer jüdischen Gemeinde. Er verteidigte seine Stellung als weltlicher Herrscher gegen die Herzöge von Savoyen.